# ماركو مينجوني
ماركو مينجوني (بالإيطالية: Marco Mengoni)‏ مغني إيطالي (ولد يوم 25 ديسمبر من العام 1988 في كومونا)

## روابط خارجية
- ماركو مينجوني على موقع IMDb (الإنجليزية)
- ماركو مينجوني على موقع روتن توميتوز (الإنجليزية)
- ماركو مينجوني على موقع ميوزك برينز (الإنجليزية)
- ماركو مينجوني على موقع أول ميوزيك (الإنجليزية)
- ماركو مينجوني على موقع ديسكوغز (الإنجليزية)
- ماركو مينجوني على موقع قاعدة بيانات الفيلم (الإنجليزية)